# Nat Adderley

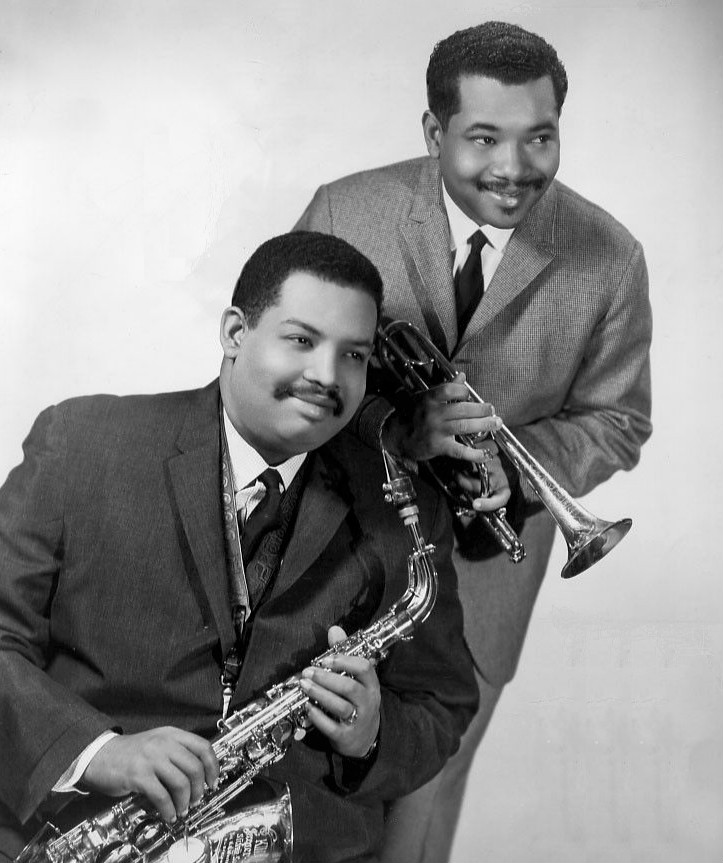
Julian i Nat Adderleyowie, 1966

Nathaniel Carlyle Adderley (ur. 25 listopada 1931 w Tampie, zm. 2 stycznia 2000 w Lakeland) – afroamerykański muzyk jazzowy, kornecista i kompozytor. Twórca standardu Work Song, do którego tekst dopisał Oscar Brown. Brat Juliana „Cannonballa” Adderleya.

## Życiorys
Urodził się w zżytej rodzinie, którą zawiadywała matka – Jessie Lee „Sugar” z d. Johnson. Jego ojcem był Julian Carlyle, w latach młodzieńczych zawodowy trębacz. Miał starszego brata Juliana Edwina. Dorastał w Tallahassee, gdyż rodzice przeprowadzili się po otrzymaniu posad nauczycielskich na tamtejszym Florida A&M University.
W wieku dwunastu lat miał swój debiut muzyczny w klubie Edgewood w Tallahassee. Śpiewał sopranem w zespole The Royal Swingsters, prowadzonym przez starszego brata, który już wówczas nosił przydomek: „Cannon” i grał na otrzymanej od ojca trąbce. Julian w 1946 sięgnął po saksofon altowy, a trąbkę przekazał bratu, który dzięki jego i ojca pomocy szybko opanował grę na instrumencie. Przez pewien czas grał z bratem i młodym Rayem Charlesem lokalnych zespołach amatorskich.
W 1950 otrzymał powołanie do U.S. Army. Został przydzielony do orkiestry wojskowej (prowadzonej przez wcześniej powołanego Juliana), z którą koncertował na Dalekim Wschodzie dla żołnierzy amerykańskich podczas wojny koreańskiej. Niemal od razu zamienił trąbkę na mniejszy kornet. Zrobił to wbrew panującej modzie. Kornet był ulubionym instrumentem trębaczy z Nowego Orleanu we wczesnych latach jazzu, ale w okresie bebopu stracił pierwszeństwo na rzecz trąbki. Ponadto dzięki zmianie instrumentu mógł uzyskać ciepłe, bogate brzmienie i płynną tonalność.
Po wyjściu z wojska w 1953 wrócił do Tallahassee z zamiarem podjęcia pracy nauczyciela muzyki. Matka usiłowała skłonić go do wyboru studiów prawniczych, on jednak uzyskał magisterium z psychologii oraz licencjat z zakresu muzyki. Kiedy przygotowywał się do rozpoczęcia pracy pedagoga na uniwersytecie Florida A&M, na uczelnię przybył z koncertem Lionel Hampton i zechciał posłuchać gry młodego kornecisty. W rezultacie słynny bandlider zaprosił go do swojej orkiestry, w której grał w latach 1954–1955, koncertując m.in. w Europie. W tym czasie dokonał także swoich pierwszych nagrań w studiach wytwórni płytowych Savoy i EmArcy.
W 1955 w nadziei na pozyskanie angażu w jakimś renomowanym zespole bracia zdecydowali się na wyjazd do Nowego Jorku. Odwiedzili klub jazzowy Café Bohemia w Greenwich Village, w którym występował kontrabasista Oscar Pettiford. Obaj zagrali na próbę z jego zespołem, robiąc duże wrażenie na słuchaczach, łącznie z muzykami grupy: Pettifordem, perkusistą Kennym Clarkiem i pianistą Harace’em Silverem. Dzięki temu występowi zaczęli otrzymywać oferty pracy. Nagrali swoje debiutanckie albumy: Julian – Presenting Cannonball, Nat zaś – That’s Nat Adderley. Jednak do sukcesu i sławy było daleko. W 1956 połączyli siły i założyli hard bopowy Cannonball Adderley Quintet, ale rok później rozwiązali grupę z braku zainteresowania odbiorców. Następnie kornecista grał przez kilkanaście miesięcy w zespołach saksofonisty barytonowgo Gerry’ego Mulligana, puzonisty J.J. Johnsona i klarnecisty Woody’ego Hermana.
W 1959 „Cannonball” wziął udział w nagraniu bodaj najlepszej płyty w historii jazzu, albumu Kind of Blue Milesa Davisa. W październiku tego samego roku został również reaktywowany Julian Adderley Quintet. Dzięki błyskotliwej, płynnej, wiruozowskiej grze Juliana i bardziej dynamicznemu brzmieniu Nata kwintet cieszył się niesłabnącą popularnością, stając się jedną z najdłużej działających grup powojennego jazzu. Stworzył styl soul jazz, nie porzucając jednak konwencji hard bop. Działał aż do przedwczesnej śmierci „Cannonballa” w 1975. Nagrał szereg wybitnych płyt. Nat skomponował trzy popularne utwory, które z czasem stały się standardami: The Work Song, Jive Samba i Hummin’. Jednak największym przebojem grupy była kompozycja pianisty Joe Zawinula Mercy, Mercy, Mercy, powstała w 1966. Nat był nie tylko muzykiem zespołu, pełnił bowiem także funkcję jego menadżera.
Po śmierci „Cannonballa”  i rozwiązaniu kwintetu w 1975 koncertował w Europie i Japonii z własnym zespołem. Po powrocie do Stanów Zjednoczonych prowadził kursy muzyczne na Uniwersytecie Harvarda. Jednocześnie występował i nagrywał ze swoją grupą, w skład której wchodzili: kontrabasista Walter Booker, perkusista Jimmy Cobb oraz saksofonista altowy i flecista Vincent Herring. Prowadził zespół przez niemal dwadzieścia lat, aż do 1997, kiedy to z powodu cukrzycy przeszedł amputację nogi. W tym samym roku Florida Southern College przyznał mu funkcję artysty-rezydenta oraz został wprowadzony do Jazzowego Panteonu Sławy w Kansas City w Missouri.
Zmarł w hospicjum w Lakeland wskutek komplikacji cukrzycowych. Miał 68 lat. Został pochowany w pobliżu swojego brata na cmentarzu Southside w Tallahassee.

### Małżeństwo i dzieci
Jego żoną była Ann z d. James. Byli ze sobą do końca jego życia. Mieli dwoje dzieci: syna – Nata juniora, muzyka i córkę – Alison.

## Wybrana dyskografia
- 1955
  - That’s Nat (Savoy)
  - Introducing Nat Adderley (Wing Records)
- 1956 To the Ivy League from Nat (EmArcy)
- 1958 Branching Out (Riverside)
- 1959 Much Brass (Riverside)
- 1960
  - Work Song (Riverside)
  - That’s Right! (Riverside)
- 1961 Naturally! – Nat Adderley Quartets (Jazzland Records)
- 1962 In the Bag (Jazzland)
- 1963 Little Big Horn (Riverside)
- 1965
  - Autobiography (Atlantic)
- 1966 Sayin’ Somethin’ (Atlantic)
- 1967 Live at Memory Lane (Atlantic)
- 1968
  - The Scavenger (Milestone)
  - You, Baby (CTI)
- 1969 Calling Out Loud (CTI)
- 1972
  - Soul Zodiac (Capitol)
  - Soul of the Bible (Capitol)
- 1975 Double Exposure (Prestige)
- 1976
  - Don't Look Back (SteepleChase)
  - Hummin’ (Little David)
- 1979 A Little New York Midtown Music (Galaxy Records)
- 1983
  - On the Move (Theresa)
  - Blue Autumn (Theresa)
- 1991
  - Talkin’ About You (Landmark)
  - We Remember Cannon (In & Out)
  - Autumn Leaves (Sweet Basil)
  - The Old Country (Alfa Jazz)
- 1993
  - Work Song – Live at Sweet Basil (Sweet Basil)
  - Workin’  (Timeless)
- 1994 Good Company (Challenge Records)
- 1996 Live at the 1994 Floating Jazz Festival (Chiaroscuro)
- 2007 Mercy, Mercy, Mercy (Alfa Jazz)

Zestawienie wg dat wydania płyt